# Мост (литография)
«Мост» — литография нидерландского графика Маурица Корнелиса Эшера, впервые опубликованная в марте 1930 года во время путешествия по Италии.
Центральный объект литографии — это мост, соединяющий две отвесные скалы. На левой скале расположен городок. Ущелье, через которое переброшен мост, настолько глубокое и узкое, что его дно не видно зрителю. На заднем плане видна ещё одна скала с городом на ней, выполненным в более тёмных тонах, чем передний план. За этим городом открываются поля и далёкие горы. Здания на литографии напоминают типичный южноитальянский архитектурный стиль. Утёсы, составленные из отдельных каменных глыб часто фигурируют в работах Эшера итальянского периода.